# Opel Olympia
El Opel Olympia es un automóvil compacto producido por el fabricante de automóviles alemán Opel entre 1935 y 1940, posteriormente entre 1947 y 1953, y de nuevo entre 1967 y 1970.
El Olympia de 1935 fue el primer coche alemán producido en masa con un chasis unificado de acero (monocasco). Esta tecnología revolucionaria para la época reducía el peso del vehículo en 180 kilogramos comparado con su predecesor, el Opel 1.3. La producción de este nuevo chasis requirió de nuevos métodos de producción y materiales. Nuevos métodos de soldadura, acero, y una nueva línea de producción fueron algunos de los avances introducidos con el Olympia.
El coche se presentó al público por primera vez en febrero de 1935, en la Berlin Motor Show, y la producción comenzó más tarde ese mismo año. El Olympia recibió dicho nombre en anticipación de los Juegos Olímpicos de Berlín de 1936. Antes de la Segunda Guerra Mundial se fabricaron dos versiones. Entre 1935 y 1937 el Olympia tuvo un motor de 1.3 litros. Para la versión OL38 fabricada entre 1937 y 1940, este motor fue reemplazado por una unidad de 1.5 litros.
Entre 1935 y 1940, se fabricaron más de 168 000 unidades del Opel Olympia.
La denominación Olympia fue reutilizada de nuevo en 1967, para una versión de lujo del Opel Kadett B.